# 寺戸城
寺戸城（てらどじょう）は、京都府向日市寺戸町古城にあった中世の日本の城。

## 概要
寺戸城は、西岡地域に勢力を置く室町幕府将軍直轄の家臣団西岡被官衆（西岡中脈衆）の一角竹田氏の居城として知られている。
応仁・文明の乱では、東軍がこの城に陣取り、西岡の戦いが繰り広げられてた。

## 沿革
寺戸城は、築城年代は定かでないが、1336年に竹田掃部左衛門入道成忍が足利尊氏より寺戸郷の地頭職を安堵されており、南北時代に竹田氏によって築かれたとされる。
竹田氏はこの地の土豪で、それ以前から寺戸地域に在していたと推測される。また、桂川西岸一帯に割拠した西岡被官衆の一角でもある。
応仁の乱では、応仁2年（1468年）に東軍の野田泰忠らが城主として陣取り、西軍が構える鶏冠井城への攻撃拠点として整備される。
翌年の応仁3年（1469年）には、西岡被官衆が寺戸城へ陣替えとなり、西岡の戦いが繰り広げられてた。

## 遺構
寺戸城は、向日丘陵東側斜面を利用して築かれている。
向日市立図書館の北側にある「はり湖池」の北東側の堤防下に整然と区画整理された住宅地一帯に城跡がある。
現在、城址は宅地化されて遺構は残っていない。
しかし、推定地とされる例慶公園の一角に標柱碑がある。
周辺には「御所ノ内」「中垣内」「古城」など、城に関連する旧地名が残り、字古城にある例慶公園や北古城公園付近が、城の中心部と考えられる。

## 西岡被官衆
- 革嶋越前守一宣：革嶋城主、子孫は細川・明智家臣の後に帰農
- 築山兵庫介貞俊：築山城主、細川家被官、子孫は熊本藩の在京家臣
- 神足掃部春広：神足城主、子孫は熊本藩家臣
- 能勢市正光頼：今里城主、子孫は足利義昭に仕え二条城討死
- 中小路五郎右衛門：開田城主、子孫は細川家臣のち藤堂家臣
- 志水対馬守重久：志水落合城主、子に志水清久、子孫は熊本藩家臣
- 調子彦三郎武吉：調子城主、近衛家被官、子孫は調子村領主
- 竹内宮内少輔季治：久我家被官、のちに堂上家（公家）となる
- 鶏冠井孫六：鶏冠井城主、三好家被官＜滅亡＞
- 物集女太郎左衛門尉：物集女城主、子孫は細川藤孝に謀殺＜滅亡＞
- 竹田左京進仲広：寺戸城主、三好家被官＜逃亡＞→野田氏

## アクセス

### 鉄道
- 阪急京都本線：東向日駅から徒歩約10分

### 自動車
- 名神高速道路：京都南IC～国道1号～京都府道202号
  - 駐車場：なし